# Janet Jackson dalainak listája
Janet Jackson összes hivatalosan megjelent dalának listája. Remixek nem szerepelnek a listában.
| Ábécé szerinti tartalomjegyzék                      |
| --------------------------------------------------- |
| A B C D E F G H I J K L M N O P Q R S T U V W X Y Z |

## 2
- 2 B Loved (az Unbreakable albumról, 2015)
- 2300 Jackson Street (a The Jacksons dala, 1989)

## 7
- 70’s Love Groove (a Janet.Remixed albumról és a You Want This kislemezről, 1994)

## A
- Accept Me (az Every Time kislemezről, 1998)
- After You Fall (az Unbreakable albumról, 2015)
- Again (a janet. albumról, 1993)
- All for You (az All for You albumról, 2001)
- All My Love to You (a Dream Street albumról, 1984)
- All Nite (Don’t Stop) (a Damita Jo albumról, 2004)
- Alright (a Rhythm Nation 1814 albumról, 1989)
- And On And On (a Janet.Remixed albumról és az Any Time, Any Place és a Throb kislemezről, 1994)
- Any Time, Any Place (a janet. albumról, 1993)
- Anything (a The Velvet Rope albumról, 1997)
- Ask for More (Pepsi promóciós kislemez, 1999)

## B
- Because of Love (a janet. albumról, 1993)
- Better Days (az All for You albumról, 2001)
- Black Cat (a Rhythm Nation 1814 albumról, 1989)
- Black Eagle (az Unbreakable albumról, 2015)
- Broken Hearts Heal (az Unbreakable albumról, 2015)
- Burnitup! (az Unbreakable albumról, 2015)

## C
- Call on Me (a 20 Y.O. albumról, 2006)
- Can’t B Good (a Discipline albumról, 2008)
- Can’t Be Stopped (a The Velvet Rope albumról, 1997)
- China Love (az All for You albumról, 2001)
- Come Back to Me (a Rhythm Nation 1814 albumról, 1989)
- Come Give Your Love to Me (a Janet Jackson albumról, 1982)
- Come On Get Up (az All for You albumról, 2001)
- Communication (a Dream Street albumról, 1984)
- Control (a Control albumról, 1986)
- Curtains (a Discipline albumról, 2008)

## D
- Damita Jo (a Damita Jo albumról, 2004)
- Dammn Baby (az Unbreakable albumról, 2015)
- Daybreak (a 20 Y.O. albumról, 2006)
- Days Go By (a 20 Y.O. album japán kiadásáról, 2006)
- Diamonds (Herb Alpert Keep Your Eye on Me albumáról, 1987)
- Discipline (a Discipline albumról, 2008)
- Do It 2 Me (a 20 Y.O. albumról, 2006)
- Doesn’t Really Matter (a Bölcsek kövére II. filmzenealbumról és az All for You albumról, 2000)
- Don’t Mess Up This Good Thing (a Janet Jackson albumról, 1982)
- Don’t Stand Another Chance (a Dream Street albumról, 1984)
- Don’t Worry (Chingy Powerballin’ című albumáról, 2005)
- Dream Maker / Euphoria (az Unbreakable albumról, 2015)
- Dream Street (a Dream Street albumról, 1984)

## E
- Empty (a The Velvet Rope albumról, 1997)
- Enjoy (a 20 Y.O. albumról, 2006)
- Escapade (a Rhythm Nation 1814 albumról, 1989)
- Every Time (a The Velvet Rope albumról, 1997)

## F
- Fast Girls (a Dream Street albumról, 1984)
- Feedback (a Discipline albumról, 2008)
- Feel It Boy (Beenie Man Tropical Storm című albumáról, 2002)
- Feels So Right (az All for You albumról, 2001)
- Forever Yours (a Janet Jackson albumról, 1982)
- Free Xone (a The Velvet Rope albumról, 1997)
- Funky Big Band (a janet. albumról, 1993)
- Funny How Time Flies (When You’re Having Fun) (a Control albumról, 1986)

## G
- Get It Out Me (a 20 Y.O. albumról, 2006)
- Girlfriend/Boyfriend (a Blackstreet Finally című albumáról, 1999)
- Go Deep (a The Velvet Rope albumról, 1997)
- God’s Stepchild (a The Velvet Rope album japán kiadásáról, 1997)
- Gon’ B Alright (az Unbreakable albumról, 2015)
- Got ‘til It’s Gone (a The Velvet Rope albumról, 1997)
- Greatest X (a Discipline albumról, 2008)

## H
- He Doesn’t Know I’m Alive (a Control albumról, 1986)
- Hold Back the Tears (a Dream Street albumról, 1984)

## I
- I Get Lonely (a The Velvet Rope albumról, 1997)
- I Know the Truth (Elton John és Tim Rice Aida című musicaljéből, 1998)
- I Want You (a Damita Jo albumról, 2004)
- I’m Here (a Damita Jo album japán kiadásáról, 2004)
- If (a janet. albumról, 1993)
- If It Takes All Night (a Dream Street albumról, 1984)
- Island Life (a Damita Jo albumról, 2004)

## J
- Just a Little While (a Damita Jo albumról, 2004)

## L
- Lessons Learned (az Unbreakable albumról, 2015)
- Let Me Know (a Discipline album japán kiadásáról, 2008)
- Let’s Wait Awhile (a Control albumról, 1986)
- Like You Don’t Love Me (a Damita Jo albumról, 2004)
- Livin’ in a World (They Didn’t Make) (a Rhythm Nation 1814 albumról, 1989)
- Lonely (a Rhythm Nation 1814 albumról, 1989)
- Love 2 Love (a 20 Y.O. albumról, 2006)
- Love and My Best Friend (a Janet Jackson albumról, 1982)
- Love Scene (Ooh Baby) (az All for You albumról, 2001)
- Love Song for Kids (Randy Jackson How Can I Be Sure című kislemezéről, 1978)
- Love U 4 Life (az Unbreakable album ausztrál és japán bónuszdala, 2015)
- Love Will Never Do (Without You) (a Rhythm Nation 1814 albumról, 1989)
- LUV (a Discipline albumról, 2008)
- Luv Me, Luv Me (a How Stella Got Her Groove Back filmzenealbumról, 1998)

## M
- Made For Now (2018)
- Make Me (a The Best című albumról, 2009)
- Making Love in the Rain  (Herb Alpert Keep Your Eye on Me albumáról, 1987)
- Miss You Much (a Rhythm Nation 1814 albumról, 1989)
- Moist (a Damita Jo albumról, 2004)
- My Baby (a Damita Jo albumról, 2004)
- My Need (a The Velvet Rope albumról, 1997)

## N
- Nasty (a Control albumról, 1986)
- Never Letchu Go (a Discipline albumról, 2008)
- New Agenda (a janet. albumról, 1993)
- Night (az Unbreakable albumról, 2015)
- No Sleeep (az Unbreakable albumról, 2015)
- Nothing (a Why Did I Get Married Too? filmzenealbumról, 2010)

## O
- One More Chance (a janet. album kétlemezes kiadásáról és az If kislemezről, 1993)

## P
- Pretty Boy (a Dream Street albumról, 1984)
- Promise (az Unbreakable albumról, 2015)
- Promise of You (az Unbreakable album ausztrál és japán bónuszdala, 2015)
- Put Your Hands On (a Damita Jo album japán kiadásáról és az All Nite (Don’t Stop)/I Want You kislemezről, 2004)

## R
- R&B Junkie (a Damita Jo albumról, 2004)
- Rhythm Nation (a Rhythm Nation 1814 albumról, 1989)
- Rock with U (a Discipline albumról, 2008)
- Rock ‘N’ Roll (a Don’t Stand Another Chance és a Two to the Power of Love kislemezről, 1984)
- Roll Whitchu (a 20 Y.O. album japán kiadásáról, 2006)
- Rollercoaster (a Discipline albumról, 2008)
- Rope Burn (a The Velvet Rope albumról, 1997)
- Runaway (a Design of a Decade 1986/1996 albumról, 1995)

## S
- Say You Do (a Janet Jackson albumról, 1982)
- Scream (Michael Jackson HIStory című albumáról, 1995)
- Sexhibition (a Damita Jo albumról, 2004)
- Shoulda Known Better (az Unbreakable albumról, 2015)
- Show Me (a 20 Y.O. albumról, 2006)
- SloLove (a Damita Jo albumról, 2004)
- So Excited (a 20 Y.O. albumról, 2006)
- So Much Betta (a Discipline albumról, 2008)
- Someday Is Tonight (a Rhythm Nation 1814 albumról, 1989)
- Someone to Call My Lover (az All for You albumról, 2001)
- Son of a Gun (I Betcha Think This Song Is About You) (az All for You albumról, 2001)
- Special (a The Velvet Rope albumról, 1997)
- Spending Time with You (a Damita Jo albumról, 2004)
- Start Anew (a Start Anew kislemezről és a Control album japán kiadásáról, 1985)
- State of the World (a Rhythm Nation 1814 albumról, 1989)
- Strawberry Bounce (a Damita Jo albumról, 2004)

## T
- Take Care (a 20 Y.O. albumról, 2006)
- Take Me Away (az Unbreakable albumról, 2015)
- That’s the Way Love Goes (a janet. albumról, 1993)
- The 1 (a Discipline albumról, 2008)
- The Best Things in Life Are Free (a Mo’ Money filmzenealbumról és a Design of a Decade-ről, 1992)
- The Body That Loves You (a janet. albumról, 1993)
- The Great Forever (az Unbreakable albumról, 2015)
- The Knowledge (a Rhythm Nation 1814 albumról, 1989)
- The Magic Is Working (a Janet Jackson albumról, 1982)
- The Pleasure Principle (a Control albumról, 1986)
- The Skin Game (a Come Back to Me kislemezről, 1990)
- Thinkin’ ‘Bout My Ex (a Damita Jo albumról, 2004)
- This Body (a 20 Y.O. albumról, 2006)
- This Time (a janet. albumról, 1993)
- Throb (a janet. albumról, 1993)
- Together Again (a The Velvet Rope albumról, 1997)
- Tonight’s the Night (a The Velvet Rope albumról, 1997)
- Truly (a Damita Jo albumról, 2004)
- Trust a Try (az All for You albumról, 2001)
- Truth (az All for You albumról, 2001)
- Twenty Foreplay (a Design of a Decade 1986/1996 albumról, 1995)
- Two to the Power of Love (a Dream Street albumról, 1984)

## U
- Unbreakable (az Unbreakable albumról, 2015)

## V
- Velvet Rope (a The Velvet Rope albumról, 1997)

## W
- Warmth (a Damita Jo albumról, 2004)
- We Are the World 25 for Haiti (jótékonysági dal, 2010)
- Weekend (Janet hivatalos oldaláról volt letölthető a 20 Y.O. album megjelenése előtt, 2006)
- Well Traveled (az Unbreakable albumról, 2015)
- What About (a The Velvet Rope albumról, 1997)
- What Have You Done for Me Lately (a Control albumról, 1986)
- What’ll I Do (a janet. albumról, 1993)
- What’s It Gonna Be?! (Busta Rhymes Extinction Level Event című albumáról, 1999)
- What’s Ur Name (a Discipline albumról, 2008)
- When I Think of You (a Control albumról, 1986)
- When We Oooo (az All for You albumról, 2001)
- Where Are You Now (a janet. albumról, 1993)
- Who (az All for You album japán kiadásáról, 2001)
- Whoops Now (a janet. albumról, 1993)
- With U (a 20 Y.O. albumról, 2006)
- Would You Mind (az All for You albumról, 2001)

## Y
- You (a The Velvet Rope albumról, 1997)
- You Ain’t Right (az All for You albumról, 2001)
- You Can Be Mine (a Control albumról, 1986)
- You Need Me (a Miss You Much kislemezről, 1989)
- You Want This (a janet. albumról, 1993)
- You’ll Never Find (A Love Like Mine) (a Janet Jackson albumról, 1982)
- Young Love (a Janet Jackson albumról, 1982)

## Kiadatlan dalok
Damita Jo
- Almond Joy[1][2]
- Clap Your Hands[3]
- Could this Be Love
- If You Want To[4]
- Let it Go[5]
- Lucky Again
- Pops Up! (bakelit kislemezen megjelent, 2005)[6][7][8]
- Ruff[9][10]
- Speed It Up (Put It on Me)[6][7]
- What Can I Say[3][11]